# Supercoppa ucraina 2019 (pallavolo maschile)
La Supercoppa ucraina 2019 si è svolta il 9 novembre 2019: al torneo hanno partecipato due squadre di club ucraine e la vittoria finale è andata per la terza volta, la seconda consecutiva, al Barkom-Kažany.

## Regolamento
Le squadre hanno disputato una gara unica.

## Squadre partecipanti
| Squadra        | Qualificazione                                           | Ultima partecipazione   |
| -------------- | -------------------------------------------------------- | ----------------------- |
| Barkom-Kažany  | Vincitrice Superliha 2018-19 / Coppa d'Ucraina 2018-2019 | Supercoppa ucraina 2018 |
| Serce Podillja | Finalista Coppa d'Ucraina 2018-2019                      | Debutto                 |

## Torneo
| 9 novembre 2019 Palazzo Budivel'nyk, Čerkasy Durata: 1h:43 - Spettatori: 550 | Barkom-Kažany | 3 - 1 | Serce Podillja | 25-22, 25-18, 14-25, 33-31 |